# Джозеф Вільямс Ловібонд
Джозеф Вільямс Ловібонд (англ. Joseph Williams Lovibond; 17 листопада 1833 — 21 квітня 1918) — британський пивовар, який винайшов колориметр для оцінки якості пива. Також відомий як творець першої у світі шкали кольоровості пива, відомої як шкала Ловібонда.